# Ectamenogonus
Ectamenogonus is een geslacht van kevers uit de familie  
kniptorren (Elateridae).
Het geslacht is voor het eerst wetenschappelijk beschreven in 1893 door Buysson.

## Soorten
Het geslacht omvat de volgende soorten:
- Ectamenogonus bispinicollis (Miwa, 1929)
- Ectamenogonus dundai Schimmel, 2003
- Ectamenogonus ingridae Schimmel, 1999
- Ectamenogonus lehmanni Schimmel, 1999
- Ectamenogonus matobai (Kishii, 1973)
- Ectamenogonus melanotoides (Reitter, 1891)
- Ectamenogonus montandoni (Buysson, 1888)
- Ectamenogonus plebejus (Candèze, 1873)
- Ectamenogonus robustus (Kishii, 1966)
- Ectamenogonus rufivellus (Candèze, 1893)
- Ectamenogonus russicus Gurjeva, 1972
- Ectamenogonus schoedei Schimmel, 1999
- Ectamenogonus takumii Kishii, 2006
- Ectamenogonus tenebricosus Schimmel, 2003
- Ectamenogonus umber (Bates, 1866)
- Ectamenogonus yakuensis (Ôhira, 1970)